# Уокингем (унитарная единица)
Уокингем (англ. Wokingham) — унитарная единица со статусом боро (англ. borough) в Англии, в церемониальном графстве Беркшир. Административный центр — город Уокингем.
Уокингем был образован 1 апреля 1974 года путём объединения городского района Уокингем и сельского района Уокингем. 1 апреля 1998 года был упразднён совет графства Беркшир, и Уокингем стал унитарной административной единицей. Статус района был получен в 2007 году, после поданной Королеве петиции.

## География
Унитарная единица Уокингем занимает территорию 178 км² и граничит на востоке с унитарными единицами Виндзор и Мэйденхэд, Брэкнелл Форест, на юге с церемониальным графством Хэмпшир, на западе с унитарными единицами Западный Беркшир и Рединг, на северо-западе с церемониальным графством Оксфордшир, на севере с церемониальным графством Бакингемшир.

## Население
На территории унитарной единицы Уокингем проживает 150 229 человек, при средней плотности населения 839 чел./км².

## Состав
В состав района входят 3 города:
- Вудли
- Уокингем
- Эрли

и 14 общин (англ. civil parish).

## Политика
Уокингем управляется советом унитарной единицы, состоящим из 54 депутатов, избранных в 25 округах. В результате последних выборов 45 мест в совете занимают консерваторы.